# 77年
| 千纪： | 1千纪                                                                                |
| 世纪： | 前1世纪 \| 1世纪 \| 2世纪                                                            |
| 年代： | 40年代 \| 50年代 \| 60年代 \| 70年代 \| 80年代 \| 90年代 \| 100年代                  |
| 年份： | 72年 \| 73年 \| 74年 \| 75年 \| 76年 \| 77年 \| 78年 \| 79年 \| 80年 \| 81年 \| 82年 |
| 纪年： | 东汉建初二年                                                                         |

## 大事记
- 漢章帝立竇憲之妹為皇后。
- 燒當羌迷吾率各部一同造反，擊敗金城郡太守郝崇。漢章帝命武威郡太守傅育為護羌校尉。迷吾聯合封養部落共五萬餘人，進攻隴西郡、漢陽郡。
- 八月，漢章帝派行車騎將軍馬防和長水校尉耿恭率領北軍的越騎、屯騎、步兵、長水、射聲等五校兵以及各郡的弓弩手，共三萬人，討伐西羌人。馬防等人的部隊在冀縣（今甘肅省天水）時，大敗西羌人，斬俘四千餘人，於是臨洮解圍。迷吾逃走。

## 各国领袖

### 非洲
- 库施
  - 女王：Amanikhatashan（62年－85年）

### 亚洲
- 中国
  - 东汉：
    - 皇帝：汉章帝（75年－88年）
- 朝鲜
  - 百济：
    - 国王：
      1. 多娄王（28年－77年）
      2. 己娄王（77年－128年）

  - 高句丽：
    - 国王：太祖王（53年－146年）

  - 新罗：
    - 国王：脱解尼师今（57年－80年）
- 贵霜帝国
  - 国王：丘就却（30年－80年）

### 欧洲
- 高加索伊比里亚
  - 国王：卡奥斯（72年－87年）
- 罗马帝国
  - 皇帝：韦斯巴芗（69年－79年）

### 中东
- 奈巴提亚
  - 国王：Rabbel II Soter（70年－106年）
- 奥斯若恩
  - 国王：Abgar VI bar Ma'nu（71年－91年）
- 安息
  - 国王：沃洛吉斯一世（51年－78年）

## 逝世
- 多婁王（生年不詳，公元29－77年在位），百濟第二代王，為首代王溫祚王之長子。